# Rationale Psychologie

Titelblatt von Wolff „Lateinischer Logik“, in der er die Rationale Psychologie als philosophische Seelenkunde definiert wird

Mit dem Ausdruck rationale Psychologie bezeichnet man vor allem die Bewusstseinsphilosophie und Seelenlehre vor allem des kontinentalphilosophischen Rationalismus (17.–19. Jahrhundert). Die rationale Psychologie ist ein Teilbereich der traditionellen speziellen Metaphysik.

## Allgemeines
Die Bezeichnung rationale Psychologie geht auf die Systematik von Christian Wolff (1679–1754) zurück. Der Begriff wird dort als Gegenbegriff zu dem der psychologia empirica eingeführt.
Der Grundgedanke einer Seele als res cogitans, die jenseits der physikalischen Welt existiert, stammt in ihrer philosophischen Bedeutung von René Descartes und ist Bestandteil seines ontologischen Dualismus. Die Existenz eines Subjekts, das der Träger von Vorstellungen sein muss, ist die Konsequenz seines Gedankenexperiments des radikalen Zweifels an allen Wahrheiten (siehe auch cogito, ergo sum und Ich). Daran schlossen sich theologisch relevante Streitfragen an, insbesondere die Frage nach der Unsterblichkeit der Seele und die Frage, inwiefern die Seele und die physikalische Welt in Wechselwirkung stehen (siehe auch Psychophysischer Parallelismus). Neben Descartes und Wolff sind vor allem Gottfried Wilhelm Leibniz, Arnold Geulincx und Nicolas Malebranche als Vertreter einer rationalen Psychologie zu nennen.
Rationale Psychologie ist nicht im Sinne einer Denkpsychologie zu verstehen, vielmehr handelt es sich um den Versuch, eine rationalistische Wissenschaft mit der Seele als Gegenstand zu entwickeln, die keinerlei Erfahrung voraussetzt. Die Unterscheidung zwischen introspektiver Psychologie und Experimentalpsychologie betrifft die rationale Psychologie nicht, da es sich dabei um Methodologien der empirischen Psychologie handelt.
Das Problem der Wechselwirkung zwischen Geist und Welt ist zum Teil in der modernen Philosophie des Geistes und der Handlungstheorie wieder aufgenommen worden. Darüber hinaus haben verschiedene philosophische Positionen, die die Subjekt-Objekt-Spaltung zurückweisen, das Etikett der rationalen Psychologie beansprucht. Zu einem die einzelnen Positionen verbindenden gemeinsamen Forschungsprogramm ist es jedoch nie gekommen.

## Christian Wolff
Der Leibnizianer Christian Wolff definiert die Psychologie als jenen Teil der Philosophie, welcher von der menschlichen Seele und ihren Möglichkeiten handelt:
|  | „Psychologiae definitio: Pars philosophiae, quae de anime agit, Psychologia a me appellari solet. Est itaque Psychologia scientia eorum, quae per animas humanas possibilia sunt. Ratio definitionis patet, ut ante. Est enim philosophia in genere scientia possibilium, quatenus esse possunt (§29). Quare cum Psychologia sit ea philosophiae pars, quae de anima agit; erit ea scientia eorum, quae per animam humanam possibilia sunt.“ |  | „Definition der Psychologie: Der Teil der Philosophie, der von der Seele handelt, pflegt von mir Psychologie genannt zu werden. Es ist nämlich die Psychologie, die Wissenschaft von dem, was durch die menschliche Seelen möglich ist. Der Grund dieser Definition ist aus dem Vorhergehenden klar: Denn die Philosophie ist allgemein die Wissenschaft des Möglichen, dessen, was sein kann (§29). Wenn nun die Psychologie der Teil der Philosophie ist, der von der Seele handelt; so ist sie die Wissenschaft von dem, was durch die menschliche Seele möglich ist.“ |

Diese Definition ist bereits die Definition der rationalen Psychologie, da Wolff empirische Psychologie nicht als Teil der Philosophie gelten lassen will, denn ihre Beobachtungen besitzen für ihn keine ausreichende Gewissheit. Nur was aus einem einfachen, nicht weiter analysierbaren Begriff der Seele a priori geschlossen werden kann, kann als Grundlage für andere Wissenschaften, vor allem aber für die praktische Philosophie dienen.
Die rationale Psychologie ist für Wolff grundlegender Bestandteil eines allgemeinen Systems der Philosophie. Auf ihn geht die traditionelle Gliederung rationalistischer Lehrbücher zurück, wonach die rationale Psychologie neben Ontologie, rationaler Kosmologie und rationaler Theologie eines der vier Hauptgebiete der Metaphysik ist.

## Immanuel Kant
Immanuel Kant behandelt in der Kritik der reinen Vernunft die rationale Psychologie im Paralogismenkapitel der Transzendentalen Dialektik. Im Rahmen seiner Metaphysikkritik weist Kant die Idee einer rationalen Psychologie als metaphysischer Wissenschaft zurück. Ihr Gegenstand, das cogito oder „ich denke“, wird im Rahmen der von ihm entworfenen Transzendentalphilosophie von einer metaphysischen Substanz auf das nur funktional bestimmte transzendentale Subjekt reduziert. Das „ich denke“ wird dabei zum allgemeinsten Begriff des Verstandes, der alle bewussten Vorstellungen unter sich enthält.
| 1. Die Seele ist Substanz |  | |
| \| 2. Ihrer Qualität nach einfach. \| \| 3. Den verschiedenen Zeiten nach, in welchen sie da ist, numerisch-identisch, d. i. Einheit (nicht Vielheit). \| |  | |
| 4. Im Verhältnisse zu möglichen Gegenständen im Raume. |  | |
| 2. Ihrer Qualität nach einfach. |  | 3. Den verschiedenen Zeiten nach, in welchen sie da ist, numerisch-identisch, d. i. Einheit (nicht Vielheit). |

| 2. Ihrer Qualität nach einfach. |  | 3. Den verschiedenen Zeiten nach, in welchen sie da ist, numerisch-identisch, d. i. Einheit (nicht Vielheit). |

In seiner Kritik der rationalen Psychologie, die sich zunächst gegen Wolff richtet, in der zweiten Auflage aber auch gegen den Beweis der Unsterblichkeit der Seele von Moses Mendelssohn, rekonstruiert Kant die rationale Psychologie wie folgt: Die Vorstellung eines „Ich“ als Subjekt des Bewusstseins folgt notwendig aus dem Vorhandensein bewusster Vorstellungen, also innerer Wahrnehmung als bloßer „Apperception“ eines „Ich denke“. Sobald aber „irgendeine besondere Wahrnehmung meines inneren Zustandes“, etwa Lust oder Unlust, berücksichtigt wird, wird das methodische Programm der rationalen Psychologie verletzt, eine solche Betrachtung wäre nach Kant der empirischen Psychologie zuzurechnen. Auf die apriorische Vorstellung „Ich denke“ wendet Kant nun die Kategorien an und gewinnt so die vier Grundsätze für die rationale Psychologie (siehe Abbildung).
Aus diesen Grundsätzen folgen laut Kant die zentralen Behauptungen der rationalen Psychologie:

„Aus diesen Elementen entspringen alle Begriffe der reinen Seelenlehre […] Diese Substanz, bloß als Gegenstand des inneren Sinnes, gibt den Begriff der Immaterialität; als einfache Substanz, der Inkorruptibilität; die Identität derselben, als intellektueller Substanz, gibt die Personalität; alle diese drei Stücke zusammen die Spiritualität; das Verhältnis zu den Gegenständen im Raume gibt das Kommerzium mit Körpern; mithin stellt sie die denkende Substanz, als das Prinzipium des Lebens in der Materie, d. i. sie als Seele (anima) und als den Grund der Animalität vor; diese durch die Spiritualität eingeschränkt, Immortalität.“

Bei diesen Ergebnissen handelt es sich Kant zufolge aber um das Ergebnis von Fehlschlüssen, bei denen übersehen wird, dass die Notwendigkeit des „ich denke“ nur darauf beruht, das wir uns selbst unsere bewussten Vorstellungen zuschreiben (vgl. Erste-Person-Perspektive). Daraus können aber keine allgemeinen Schlüsse für eine res cogitans als unabhängige Substanz gezogen werden, vielmehr ist das „ich denke“ die allgemeinste mentale Funktion, ohne dass deren Träger speziell erkennbar wäre.

## Weitere Rezeption
Trotz Kants grundlegender Kritik ist die Seele bzw. das Bewusstsein ein zentraler Baustein der Philosophien des deutschen Idealismus zu Beginn des 19. Jahrhunderts. Mit dem Aufstieg des Psychologismus in der Philosophie des 19. Jahrhunderts setzte sich die Vorstellung der Psychologie als empirische Wissenschaft durch. Die philosophische Debatte in der Philosophie des Geistes, der Lebensphilosophie, der Phänomenologie und im Existenzialismus wird dabei immer stärker von der psychologischen entkoppelt. In der Philosophie werden die Fragen nach der Seele in Anschluss an Kant von der Ontologie zu ihren praktischen und epistemischen Funktionen verschoben. Zur Durchsetzung dieser Ansicht tragen nicht zuletzt die Metaphysikkritik nach der linguistischen Wende und durch den Positivismus bei. Zugleich wird die Psychologie zu einer Naturwissenschaft nach dem Vorbild der Physik (siehe auch Psychophysik). Als innerhalb der jungen Disziplin der Psychologie die Experimentalpsychologie und der Behaviorismus dominant wurden, kam es zu Abwehrreaktionen, die z. T. unter dem Namen „Rationale Psychologie“ auftraten.
C.G. Jung berichtet im Rückblick auf die Situation am Beginn des 20. Jahrhunderts:

„Die Lage der Psychologie läßt sich mit der einer psychischen Funktion vergleichen, welche von seiten des Bewußtseins gehemmt wird. Von einer solchen werden bekanntlich nur diejenigen Anteile als existenzberechtigt zugelassen, welche mit der im Bewußtsein vorherrschenden Tendenz übereinstimmen. Was damit nicht übereinstimmt, dem wird sogar die Existenz abgesprochen, trotz und entgegen der Tatsache, daß zahlreiche Phänomene respektive Symptome vorhanden sind, welche das Gegenteil beweisen. Jeder Kenner solcher psychischer Vorgänge weiß, mit was für Ausflüchten und Selbsttäuschungsmanövern die Abspaltung des Nichtkonvenierenden zuwege gebracht wird. Genau so geht es in der empirischen Psychologie: als Disziplin einer allgemeinen philosophischen Psychologie ist die experimentelle Psychologie als Konzession an die naturwissenschaftliche Empirie unter reichlicher Durchsetzung mit philosophischer Fachsprache zugelassen. Die Psychopathologie verbleibt aber der medizinischen Fakultät als seltenes Anhängsel der Psychiatrie. Die «medizinische» Psychologie vollends findet keine oder geringe Berücksichtigung an den Universitäten.“

Als Erbe der traditionellen rationalen Psychologie kann u. U. die geisteswissenschaftliche Pädagogik von Eduard Spranger betrachtet werden.
Edmund Husserl schlug eine phänomenologische Neubegründung der rationalen Psychologie als apriorischer Wissenschaft vor, die aber nur schwer von klassischer Denkpsychologie, Introspektion oder den sprachanalytischen Arbeiten von Gilbert Ryle abgrenzbar ist. Husserls Ansätze haben aber insbesondere in den Arbeiten von Maurice Merleau-Ponty eine eigenständige Fortführung erhalten.
Eine Wiedereingliederung von Themen, die von Wolff der rationalen Psychologie zugerechnet wurden, in den psychologischen Mainstream fand durch die Kognitive Wende und die humanistische Psychologie statt. Eine grundlegende Kritik der Methoden der Psychologie erfolgte im Methodenstreit. Dennoch sind auch Psychologen, die vorwiegend qualitative Methoden verwenden, Empiriker.